# 覺羅賽英額
覺羅賽英額，又稱賽英額，清朝政治人物。
道光元年，掌廣東道監察御史。道光五年，署山西潞安府知府。道光十年，署山西朔平府知府。